# Manholt Verlag
Der Manholt Verlag war ein 1985 in Bremen gegründeter Verlag. Seinen Geschäftssitz hatte der Verlag im Wohn- und Geschäftshaus Rembertistraße 28–32. Gründer und Verleger war Dirk Hemjeoltmanns (1945–2017).

## Geschichte
Der Verleger Dirk Hemjeoltmanns konzentrierte sich von Anbeginn ganz auf die Publikation französischer Literatur in deutscher Übersetzung. Er fungierte dabei auch als Herausgeber und Übersetzer. Schwerpunkt des Manholt Verlags waren Neuübersetzungen moderner Klassiker und Erstausgaben zeitgenössischer Literatur. Ab 2004 führte Dirk Hemjeoltmanns seine Tätigkeit als Herausgeber und Übersetzer im Deutschen Taschenbuchverlag (dtv) unter dem Label edition manholt im dtv fort.

## Programm
Im Verlag erschienen Autoren wie Jules Barbey d’Aurevilly, Emmanuel Carrère, Joris-Karl Huysmans, Pierre Loti, Pierre Michon, Jules Renard, Henri Alain-Fournier, Honoré de Balzac und George Sand. Hemjeoltmanns besonderes Interesse galt dem Werk von Emmanuel Bove und Georges Perec. Einen großen Erfolg hatte der Manholt Verlag mit der Neuübersetzung von Hôtel du Nord von Eugène Dabit.